# あなたと (20th Centuryの曲)
『あなたと』は、20th Centuryの配信限定シングル。

## 解説
2023年4月19日に配信リリースされた。

## 収録曲
1. あなたと
作詞・作曲：山内総一郎、編曲：桑田健吾、山内総一郎[2]
  - 井ノ原快彦主演 テレビ朝日系ドラマ『特捜9 season 6』主題歌